# Сюхо
Сюхо (яп. 秋芳町, しゅうほうちょう, сюхо тьо ) — містечко в Японії, у західній частині префектури Ямаґуті. Засноване 1955 року шляхом злиття таких населених пунктів повіту Міне:
- села Іванаґа (岩永村);
- села Акійосі (秋吉村);
- села Беппу (別府村);
- села Кьова (共和村);

Сюхо відоме плато Акійосі і підземними печерами.
13 лютого 2007 містечко Сюхо уклало угоду про об'єднання із сусіднім містом Міне (набрання чинності у 2008 році).